# Plavi Vjesnik
Plavi Vjesnik (popularno imenovan Plavac) je bil specializirani strip tednik časopisne hiše Vjesnik iz Zagreba namenjen  otrokom, pozneje mladini, ki je izhajal med leti 1954 in 1973.

## Zgodovina časopisa
Prva številka časopisa je izšla 1. oktobra 1954. Časopis je bil naslednik predhodnih poskusov časopisne hiše Vjesnik Zagreb, saj so poskušali že s časopisi Vjesnikov zabavni tjednik (Vesnikov zabavni tednik) v letu 1952, Petko (1952/53) in Miki Strip (1954).
Časopis je nastal v obdobju, ko družbena klima ni bila več tako nenaklonjena tovrstni kulturi, kot v prvih letih po osvoboditvi leta 1945. V obdobju po vojni se je strip ocenjeval kot manjvredna, dekadentna oblika zabave in kulture.
Plavi Vjesnik se je ustalil pri publiki in si pridobil veliko popularnost zahvaljujoč objavljanju večjega števila dobrih stripov, prvenstveno angleškega znanstveno fantastičnega tipa »Dan Dare«, ki je bil preveden kot Den Deri. Od domačih avtorjev so v časopisu pretežno objavljali hrvaški avtorji Žarko Beker, Borivoje Dovniković Bordo, Vladimir Delač, Andrija Maurovič, Walter Neugebauer, Julio Radilović Jules, Oto Reisinger.
Prva številka časopisa tiskana v barvah je bila številka 248 leta 1958.
Sredi šestdesetih let 20. stoletja se je časopis pod uredništvom Nenada Brixya in pozneje Pere Zlatarja začel spreminjati iz strip tednika v pop-rock časopis, vse bolj podoben tudi rumenemu tisku in traču, kar je bilo za tisti čas zelo pogumno. To je časopisu prineslo veliko popularnost, toda kmalu za tem tudi velik padec popularnosti in prodaje ter leta 1973 ukinitev časopisa.
Leta 1960 je redakcija Plavega Vjesnika razpisala natečaj za originalni domači strip na temo življenja mladine. Razpisana je bila nagrada v višini 100.000 dinarjev, medtem, ko je časopisna cena bila 30 dinarjev. Na natečaj je prišlo 88 del, a nobeno ni zadovoljilo kriterijev uredništva.
Na ponovljenem natečaju leta 1964 sta bili podeljeni dve prvi nagradi, ki sta jih prejela avtorja Ljubomir Filipovski in Tomislav Kožarić.

## Uredniki
Časopis so urejali naslednji uredniki:
- Od 1954 do 1959 Mladen Bjažić
- Od 1959 do 1960 Antun Patik
- Od 1960 do 1967 Nenad Brixy
- Od 1967 do 1973 Pero Zlatar

## Plavi Vjesnik v Sloveniji
Plavi Vjesnik se je prodajal tudi v Sloveniji in je v precejšnji meri oblikoval tudi slovensko stripovsko sceno.
V Sloveniji so v tem času v različnih obdobjih ponujali od stripovski revij poleg Plavega Vjesnika še srbsko revijo Kekec. Od slovenskih revij pa je izhajal tednik Zvitorepec med leti 1966 in 1973, pozneje pa v skupni izdaji beograjske Politike in ljubljanskega Dela Zabavnik.